# Fritz-Rudolf Güntsch

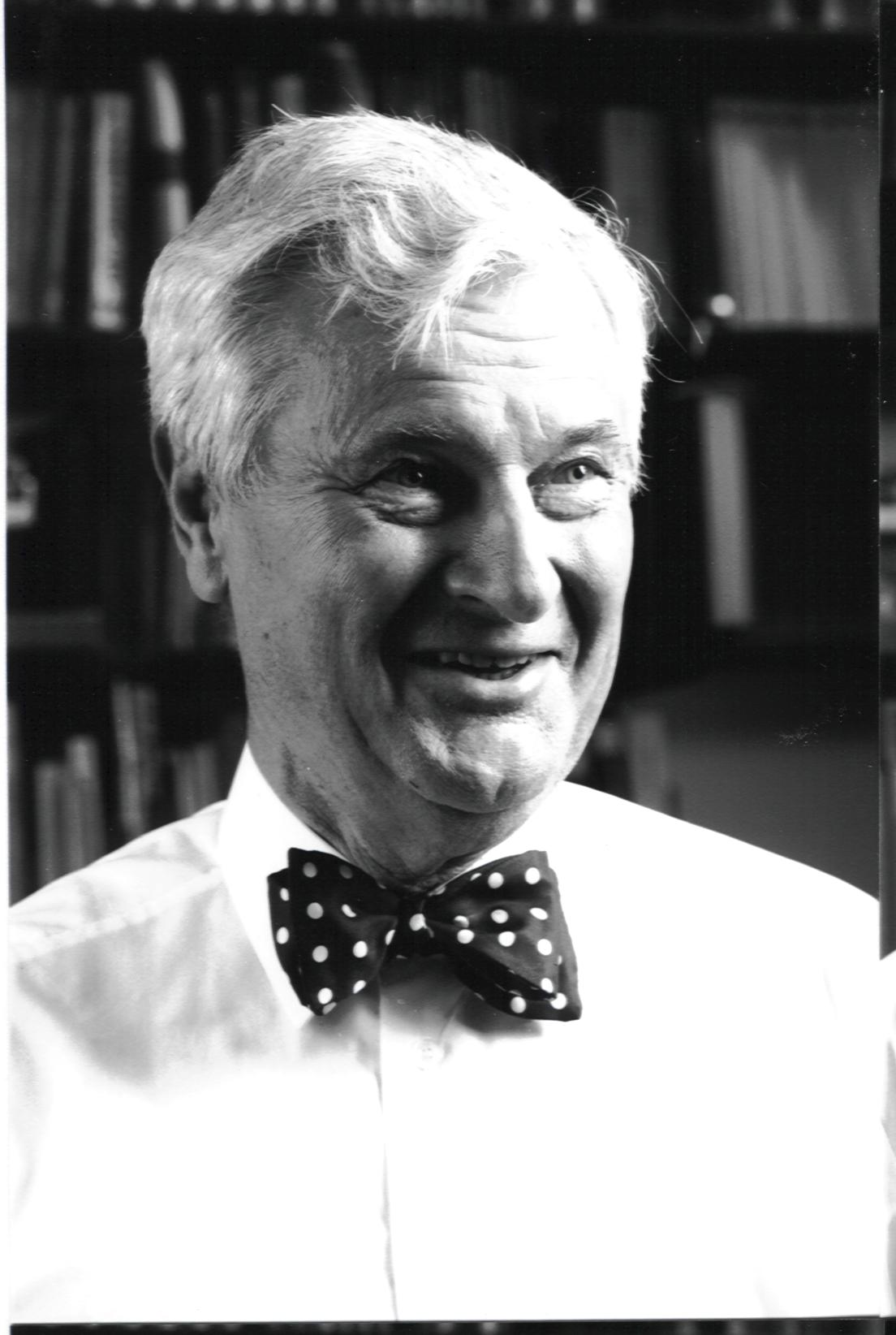
Fritz Rudolf Güntsch (1992)

Fritz-Rudolf Güntsch (* 27. September 1925 in Berlin; † 8. Januar 2012 in Brandenburg an der Havel) war ein deutscher Computer-Pionier, Erfinder des virtuellen Speichers, Industrie- und Wissenschaftsmanager.

## Leben
Nach Kriegsdienst und Kriegsgefangenschaft nahm Fritz-Rudolf Güntsch 1947 das Studium der Physik an der Technischen Hochschule Karlsruhe auf, das er an der Technischen Universität Berlin 1954 als Dipl.-Ing., Fachrichtung Theoretische Physik, abschloss. Güntsch wurde Assistent und Oberassistent an der TU Berlin. Zu seinen Arbeitsgebieten gehörten:
- Entwicklung und Bau eines Prozessrechners („Magnetbandrechner“) für ASKANIA zur Kinotheodoliten-Auswertung
- Mitarbeit an der Entwicklung der Z22 bei der Zuse KG in Neukirchen
- Softwareentwicklung für die Z22 (Assembler, Anwendungsprogramme)
- Aufbau und (praktische) Leitung des TU-Rechenzentrums
- Planung des Hahn-Meitner-Institut-Rechenzentrums
- Planung eines großen TU-Rechners (Realisierung konnte nicht finanziert werden)
- Computeranwendungen in der Flugsicherung (automatische Flugidentifikation und -verfolgung, Planung kollisionsfreier Flugpläne und -verläufe).

In die Berliner Zeit fallen daneben Gastaufenthalte bei Alwin Walther (TH Darmstadt) und Eduard Stiefel und Heinz Rutishauser (ETH Zürich). An der TU Berlin hielt Güntsch Vorlesungen zu Hard- und Software programmgesteuerter Rechenanlagen.
1957 promovierte er bei Wolfgang Haack (TU Berlin) und Stiefel (ETH Zürich) mit der Dissertation Logischer Entwurf eines digitalen Rechengerätes mit mehreren asynchron laufenden Trommeln und automatischer Schnellspeicherbetrieb. Wichtigste Erfindung im Rahmen dieser Arbeit war der virtuelle Speicher. 1958 wechselte Güntsch in die Industrie zu AEG Telefunken, in den neu gegründeten Geschäftsbereich „Informationstechnik“ in Konstanz, wo er nachfolgend die Leitung der Fachgebiete „Elektronische Rechner“ und „Großrechner“ übernahm. In dieser Zeit baute er aus kleinen Anfängen leistungsfähige Unternehmenseinheiten mit Hunderten von Mitarbeitern auf. Die wichtigsten Projekte der von Güntsch geleiteten Fachgebiete waren
- die Großrechner TR 4 und TR 440
- der Postscheckrechner TR 5
- der kleine kommerzielle Rechner TR 10
- der Kleinrechner TR 86 (in Varianten als Prozessrechner, Feuerleitrechner und peripherer Rechner in TR 440-Anlagen)
- Analogrechner in großer Typenvielfalt
- Zahlreiche Systemlösungen (Postscheckdienst, Flugsicherung, militärische Führungssysteme)
- Parallele und polymorphe Rechner (hier blieb es mangels Finanzierungsmöglichkeiten bei Studien)

1969 wechselte Güntsch in das Bundesministerium der Verteidigung und übernahm die Abteilung „Wehrtechnische Forschung“, mit den Arbeitsgebieten
- ABC-Abwehr
- Elektronik und Informatik
- Geophysik
- Werkstoffe, Energietechnik
- Luft- und Raumfahrt
- Schiffe
- Ballistik, Sprengphysik

1971 (bis zu seinem Dienstende 1990) übernahm Güntsch im Bundesministerium für Forschung und Technologie die Förderung der Datenverarbeitung, der Technischen Kommunikation und Elektronik, und – jeweils über längere Zeiträume – die Luft- und Raumfahrt, Fachinformationssysteme, Physikalische Technologien, Chemische Technologien, Humanisierung des Arbeitslebens, Fertigungs- und Verfahrenstechnik, innovative Firmengründungen, Medizinische Forschung, Biologische Forschung und Technologie, Umweltforschung und -technologie, Materialforschung, Mikrosysteme.
In diese Zeit fallen unter anderem die verschiedenen DV-Programme des Bundes, das Programm Technische Kommunikation und das Informatikprogramm zum Aufbau von 14 Informatik-Schwerpunkten an deutschen Universitäten, aus denen sich die heutigen Fakultäten, Fachbereiche und Institute für Informatik entwickelten. Mit dem Deutschen Forschungsnetz erhielt die deutsche Wissenschaft eine moderne Kommunikationsinfrastruktur.
Güntsch war dreimal verheiratet und Vater von sechs Kindern (zwei Söhne, vier Töchter). 1992 übersiedelte er nach Brandenburg an der Havel, die Stadt, die er seit der Kindheit als Geburtsstadt seiner Mutter und Heimat zahlreicher Vorfahren bis zurück ins 17. Jahrhundert kannte, und baute sich mit seiner dritten Frau ein Haus in der Altstadt.

## Herausragende Leistungen
Güntschs wichtigste Leistung war sicher die Erfindung des virtuellen Speichers. Virtuell heißt ein Speicher, der realisiert wird durch einen kleinen, aber schnellen Speicher, der die gewünschte Zugriffszeit bietet, und einen großen, aber langsameren Speicher, der die gewünschte Kapazität bietet. Zwischen beiden werden Daten so ausgetauscht, dass möglichst viele Zugriffe aus dem schnellen Speicher befriedigt werden, wobei sich die Applikation nicht um diese Vorgänge kümmern muss. Güntsch entwickelte 1956 dieses Konzept im Rahmen eines Rechners mit zehn asynchron laufenden Trommeln als „großem“ Speicher.
Der Prozessor dieser Maschine greift nicht direkt auf die Trommelspeicher zu, sondern auf einen Schnellspeicher mit einer Kapazität von insgesamt 600 Wörtern (in sechs Blöcken). Ein wichtiges Motiv für diese Struktur war die Synchronisation des Prozessors mit zehn (unter sich) asynchron rotierenden Trommeln. Vom heutigen Standpunkt ist jedoch viel bedeutender, dass hier erstmals durch das Zusammenspiel des Schnellspeichers mit den Trommelspeichern ein virtueller Speicher realisiert wurde. Jeder Zugriff des Prozessors in den Adressraum von 100.000 Wörtern hat als Ziel entweder eines der Register oder die Ein-/Ausgabe, oder er führt auf den Schnellspeicher. Zwei Blöcke des Adressraumes werden hierbei fest auf zwei Blöcke des Schnellspeichers abgebildet, während die Abbildung der übrigen Blöcke des Adressraumes dem Zugriffsprozess folgt. Hierfür stehen zwei Doppelblöcke im Schnellspeicher zur Verfügung. Immer wenn ein Befehl nicht im Schnellspeicher angetroffen wird, wird er mit dem ihn umgebenden Doppelblock von der Trommel in den ersten Doppelblock des Schnellspeichers geladen. Entsprechend führt ein Zugriff auf ein nicht im Schnellspeicher vorhandenes Datenwort zur Ersetzung des Inhaltes der beiden nächsten Schnellspeicherblöcke. Auf diese Art gelingt es, den Befehlzugriffsprozess und den Datenzugriffsprozess voneinander zu trennen, und man kann ausnutzen, dass jeder für sich eine bessere Lokalität als der Gesamtprozess hat. In dem Doppelblock des Adressraumes, der fest dem dritten Doppelblock des Schnellspeichers zugeordnet ist, kann der Programmierer häufig gebrauchte Befehlsfolgen und Daten unterbringen. Um zu verhindern, dass selten zugegriffene Befehlsfolgen oder Daten zu einer schädlichen Ersetzung im Schnellspeicher führen, ist die Maschine mit einigen Befehlen ausgestattet, die den Schnellspeicher umgehen und den Prozessor direkt auf die Trommel zugreifen lassen.
Damit war der virtuelle Speicher geboren, und Güntsch schrieb in seiner Dissertation von 1957: „Der Programmierer braucht auf das Vorhandensein von Schnellspeichern keine Rücksicht zu nehmen – er braucht nicht einmal zu wissen, dass solche vorhanden sind. Denn es gibt nur eine Sorte von Adressen, mit denen programmiert werden kann, als wäre nur ein Speicher vorhanden.“
Der unter der Leitung von Güntsch entwickelte Großrechner TR 440 (1970) war der schnellste bis dahin in Europa gebaute Computer und stellte mit 45 installierten Maschinen einen wichtigen unternehmerischen Erfolg der deutschen Computer-Industrie dar. Die Maschine verfügte über bahnbrechende Compiler und ein sehr innovatives Betriebssystem, das Aufträge im Stapel- und im Teilnehmerbetrieb über dieselbe Benutzer-Schnittstelle zu führen gestattete.
Zu den weitreichenden Leistungen von Güntsch gehört das überregionale Forschungsprogramm Informatik, in dem Bund und Länder den Aufbau von 14 Informatik-Schwerpunkten an deutschen Universitäten ermöglichten, woraus sich die späteren Fachbereiche und Fakultäten für Informatik entwickelten. Ohne dieses Programm wäre es nicht möglich gewesen, in den 1970er Jahren die notwendigen Kapazitäten aufzubauen, um in der Forschung, insbesondere aber der Lehre den rapide wachsenden Anforderungen der deutschen Wirtschaft gerecht zu werden.

## Ehrungen
- Großes Bundesverdienstkreuz
- Offizier des Nationalen Französischen Verdienstordens
- Ehrenbürger von Huntsville (Alabama)
- 1982 – Honorarprofessor an der Universität Karlsruhe
- 1985 – Bundesverdienstkreuz 1. Klasse
- 2002 – Dr.-Ing. e. h. der TU Berlin
- 2011 – Konrad-Zuse-Medaille für Verdienste um die Informatik

## Schriften
- F.-R. Güntsch: Logischer Entwurf eines digitalen Rechengeräts mit mehreren asynchron laufenden Trommeln und automatischem Schnellspeicherbetrieb. TU Berlin, 1957 (Dissertation)
- F.-R. Güntsch, R. Lukas: Magnetbandrechner der Technischen Universität Berlin. In: Elektronische Datenverarbeitung. 2/1959. S. 33–46
- F.-R. Güntsch: Einführung in die Programmierung digitaler Rechenautomaten. de Gruyter, Berlin 1960/1963
- F.-R. Güntsch: Zur Simultanarbeit bei Digitalrechnern, Elektronische Rechenanlagen. August 1960, S. 3–14
- F.-R. Güntsch: Über digitale Spezialrechner. In: Telefunken-Zeitung. 33/1960, Heft 127 S. 4–12